# Polimedicação
Polimedicação também chamada PolifarmáciaPortuguêsbr, é a administração de vários medicamentos diferentes concomitantemente e em tratamento prolongado (mais de 3 meses) a um paciente. Considera-se que um paciente está polimedicado quando o número de medicamentos que toma diariamente é superior a cinco, tendo os estudos sido efetuados sobretudo em pessoas de 3ª idade, vivendo em lares para idosos. Outros autores incluem na polimedicação os casos em que a medicação, apesar de inferior a 5, inclui medicamentos desnecessárias para esse paciente.
O problema da polimedicação tem sido desenvolvido principalmente em geriatria, na medida em que estes pacientes são os alvos mais frequentes da polimedicação. Havendo muitas vezes patologias múltiplas, tratar um idoso sem polimedicação é um desafio para todos os clínicos e justifica que esses doentes sejam direcionados para uma consulta de geriatria. Com o envelhecimento, as alterações fisiológicas, sobretudo hepáticas e renais, fazem com que esses pacientes sejam vulneráveis e sofram facilmente as consequências dos efeitos secundários e das interações dos medicamentos prescritos.